# Ministerstwo Skarbu

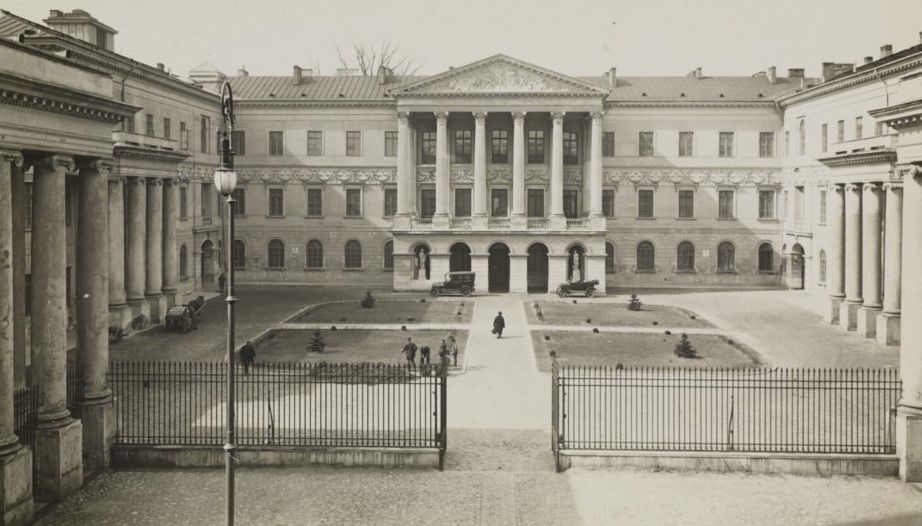
Pałac Komisji Rządowej Przychodów i Skarbu, siedziba ministerstwa

Ministerstwo Skarbu – aparat pomocniczy Ministra Skarbu, urząd utworzony z dniem 1 lutego 1918 r. na podstawie art. 38 dekretu Rady Regencyjnej o tymczasowej organizacji Władz Naczelnych w Królestwie Polskiem z 3 stycznia 1918 r. (Dz.U. z 1918 r. nr 1, poz. 1). Zgodnie z art. 25 ww. dekretu Minister Skarbu był właściwy w sprawach skarbowości państwowej oraz polityki finansowej państwa, podatków, ceł, budżetu, kredytowych, monetarnych i emisyjnych oraz nadzoru nad bankami i zakładami ubezpieczeniowymi.
Siedzibą ministerstwa były połączone pałace Komisji Przychodów i Skarbu i Ministra Skarbu pod adresem ul. Rymarska 3/5.

## Powstanie
W połowie stycznia 1917 Tymczasowa Rada Stanu utworzyła Referat Skarbu, po kilku dniach przekształcony w Departament Skarbu, który miał przejąć administrację skarbową po przekazaniu przez okupantów kompetencji skarbowych w Królestwie Polskim administracji polskiej. Po odzyskaniu niepodległości przez Polskę działalność Ministerstwa Skarbu stopniowo objęła cały obszar formującego się państwa. 7 stycznia 1919 podporządkowano mu, obok terytorium dawnego Królestwa Polskiego – Białostockie i Podlasie, 8 kwietnia 1919 – Galicję i część Śląska Cieszyńskiego, 18 listopada 1920 – województwa wschodnie, 1 stycznia 1922 – województwo poznańskie i pomorskie, 24 marca 1922 – Wileńszczyznę (po inkorporacji Litwy Środkowej).
Przy Ministerstwie Skarbu istniały ciała opiniodawcze: Rada Finansowa, Rada Spółdzielcza, Komitet Bankowy, Rada Ubezpieczeniowa, Rada Mennicza.

## Władze skarbowe
Władzami administracji skarbowej drugiej instancji podlegającymi Ministerstwu Skarbu były: urzędy skarbowe, urzędy opłat stemplowych oraz urzędy skarbowe akcyz i monopolów państwowych.

## Znaczenie
W Ministerstwie Skarbu w wielu wypadkach wypracowywano koncepcje ogólnej polityki gospodarczej kraju, było najważniejszym, strategicznym ministerstwem gospodarczym II Rzeczypospolitej. Z tego względu funkcje ministra skarbu łączono niekiedy ze stanowiskiem premiera (Władysław Grabski) lub wicepremiera (Eugeniusz Kwiatkowski).
Jego współczesnym odpowiednikiem kompetencyjnym jest Ministerstwo Finansów.

## Ministrowie Skarbu

### Ministrowie Skarbu Królestwa Polskiego
- Jan Kanty Steczkowski (26 XI 1917 – 27 II 1918)
- Antoni Wieniawski (Kierownik Ministerstwa Skarbu, 27 II 1918 – 4 IV 1918)
- Jan Kanty Steczkowski (4 IV 1918 – 23 X 1918)
- Józef Englich (23 X 1918 – 4 XI 1918)
- Franciszek Jossé (Kierownik Ministerstwa Skarbu, 4 XI 1918 – 18 XI 1918)

### Ministrowie Skarbu II RP
- Władysław Byrka (kierownik, 17 XI 1918 – 16 I 1919)
- Józef Englich (16 I 1919 – 4 IV 1919)
- Stanisław Karpiński (4 IV 1919 – 31 VII 1919)
- Leon Biliński (31 VII 1919 – 9 XII 1919)
- Władysław Grabski (13 XII 1919 – 9 VI 1920, 23 VI 1920 – 24 VII 1920, 24 VII 1920 – 25 XI 1920)
- Ignacy Weinfeld (kierownik, 25 XI 1920 – 26 XI 1920)
- Jan Kanty Steczkowski (26 XI 1920 – 13 IX 1921)
- Bolesław Markowski (kierownik, 19 IX 1921 – 26 IX 1921)
- Jerzy Michalski (26 IX 1921 – 5 III 1922, 10 III 1922 – 6 VI 1922)
- Kazimierz Zaczek (kierownik, 28 VI 1922 – 3 VII 1922)
- Zygmunt Jastrzębski (3 VII 1922 – 31 VII 1922, 31 VII 1922 – 16 XII 1922, 16 XII 1922 – 2 I 1923)
- Bolesław Markowski (kierownik, 2 I 1923 – 13 I 1923)
- Władysław Grabski (13 I 1923 – 26 V 1923, 28 V 1923 – 30 VI 1923)
- Hubert Linde (1 VII 1923 – 1 IX 1923)
- Władysław Kucharski (1 IX 1923 – 15 XII 1923)
- Władysław Grabski (17 XII 1923 – 13 XI 1925)
- Jerzy Zdziechowski (20 XI 1925 – 5 V 1926, 10 V 1926 – 15 V 1926)
- Gabriel Czechowicz (15 V 1926 – 8 VI 1926)
- Czesław Klarner (8 VI 1926 – 24 IX 1926, 27 IX 1926 – 30 IX 1926)
- Gabriel Czechowicz (2 X 1926 – 27 VI 1928, 27 VI 1928 – 8 III 1929)
- Tadeusz Grodyński (8 III 1929 – 13 IV 1929)
- Ignacy Matuszewski (kierownik, 14 IV 1929 – 29 XII 1929, 29 XII 1929 – 17 III 1930, 29 III 1930 – 23 VIII 1930, 25 VIII 1930 – 4 XII 1930) (4 XII 1930 – 26 V 1931)
- Jan Piłsudski (27 V 1931 – 6 IX 1932)
- Władysław Marian Zawadzki (6 IX 1932 – 9 V 1933, 10 V 1933 – 13 V 1934, 15 V 1934 – 28 III 1935, 28 III 1935 – 12 X 1935)
- Eugeniusz Kwiatkowski (13 X 1935 – 15 V 1936, 16 V 1936 – 30 IX 1939)

### Ministrowie Skarbu wRządzie RP na uchodźstwie
- Adam Koc (30 IX 1939 – 9 XII 1939)
- Henryk Strasburger (9 XII 1939 – 14 VII 1943)
- Ludwik Grosfeld (14 VII 1943 – 24 XI 1944)
- Jan Kwapiński (29 XI 1944 – 2 VII 1947)

### Ministrowie Skarbu w Polsce Ludowej (RP)
- Jan Stefan Haneman (5 XII 1944 – 31 XII 1944)
- Konstanty Dąbrowski (31 XII 1944 – 7 III 1950)